# فیل بریگنول
فیل بریگنول (انگلیسی: Phil Brignull؛ زادهٔ ۲ اکتبر ۱۹۶۰) بازیکن فوتبال اهل بریتانیا است.
از باشگاه‌هایی که در آن بازی کرده‌است می‌توان به باشگاه فوتبال نیوپورت کانتی، باشگاه فوتبال ویموث، باشگاه فوتبال ای‌اف‌سی بورنموث، باشگاه فوتبال وستهام یونایتد، باشگاه فوتبال ورکسام و باشگاه فوتبال کاردیف سیتی اشاره کرد.